# Sportovní gymnastika na Letních olympijských hrách 2024
Sportovní gymnastika na Letních olympijských hrách 2024 v Paříži se konala od 27. července do 5. srpna 2024.

## Medailisté

### Muži
| Soutěž                | Zlato                                                                                          | Stříbro                                                                            | Bronz                                                                                                  |
| --------------------- | ---------------------------------------------------------------------------------------------- | ---------------------------------------------------------------------------------- | --- |
| Víceboj – družstva    | Japonsko (JPN) Daiki Hašimoto · Kazuma Kaja · Šinnosuke Oka · Takaaki Sugino · Wataru Tanigawa | Čína (CHN) Liou Jang · Su Wej-te · Siao Žuo-tcheng · Čang Po-cheng · Cou Ťing-jüan | Spojené státy americké (USA) Asher Hong · Paul Juda · Brody Malone · Stephen Nedoroscik · Fred Richard |
| Víceboj – jednotlivci | Šinnosuke Oka · Japonsko (JPN)                                                                 | Čang Po-cheng · Čína (CHN)                                                         | Siao Žuo-tcheng · Čína (CHN)                                                                           |
| Prostná               | Carlos Yulo · Filipíny (PHI)                                                                   | Artem Dolgopjat · Izrael (ISR)                                                     | Jake Jarman · Velká Británie (GBR)                                                                     |
| Kůň našíř             | Rhys McClenaghan · Irsko (IRL)                                                                 | Nariman Kurbanov · Kazachstán (KAZ)                                                | Stephen Nedoroscik · Spojené státy americké (USA)                                                      |
| Kruhy                 | Liou Jang · Čína (CHN)                                                                         | Cou Ťing-jüan · Čína (CHN)                                                         | Eleftherios Petrunias · Řecko (GRE)                                                                    |
| Přeskok               | Carlos Yulo · Filipíny (PHI)                                                                   | Artur Davtjan · Arménie (ARM)                                                      | Harry Hepworth · Velká Británie (GBR)                                                                  |
| Bradla                | Cou Ťing-jüan · Čína (CHN)                                                                     | Ilja Kovtun · Ukrajina (UKR)                                                       | Šinnosuke Oka · Japonsko (JPN)                                                                         |
| Hrazda                | Šinnosuke Oka · Japonsko (JPN)                                                                 | Ángel Barajas · Kolumbie (COL)                                                     | Čang Po-cheng · Čína (CHN) Tchang Čchia-chung · Tchaj-wan (TPE)                                        |

### Ženy
| Soutěž                | Zlato | Stříbro                                                                                                  | Bronz |
| --------------------- | --- | --- | --- |
| Víceboj – družstva    | Spojené státy americké (USA) Simone Bilesová · Jade Careyová · Jordan Chilesová · Sunisa Leeová · Hezly Riveraová | Itálie (ITA) Angela Andreoliová · Alice D'Amatová · Manila Espositová · Elisa Ioriová · Giorgia Villaová | Brazílie (BRA) Rebeca Andradeová · Jade Barbosaová · Lorrane Oliveiraová · Flávia Saraivaová · Júlia Soaresová |
| Víceboj – jednotlivci | Simone Bilesová · Spojené státy americké (USA)                                                                    | Rebeca Andradeová · Brazílie (BRA)                                                                       | Sunisa Leeová · Spojené státy americké (USA)                                                                   |
| Přeskok               | Simone Bilesová · Spojené státy americké (USA)                                                                    | Rebeca Andradeová · Brazílie (BRA)                                                                       | Jade Careyová · Spojené státy americké (USA)                                                                   |
| Bradla                | Kajlía Nimúrová · Alžírsko (ALG)                                                                                  | Čchiou Čchi-jüan · Čína (CHN)                                                                            | Sunisa Leeová · Spojené státy americké (USA)                                                                   |
| Kladina               | Alice D'Amatová · Itálie (ITA)                                                                                    | Čou Ja-čchin · Čína (CHN)                                                                                | Manila Espositová · Itálie (ITA)                                                                               |
| Prostná               | Rebeca Andradeová · Brazílie (BRA)                                                                                | Simone Bilesová · Spojené státy americké (USA)                                                           | Ana Barbosuová · Rumunsko (ROM)                                                                                |

## Přehled medailí
| Pořadí | Země   | Zlato | Stříbro | Bronz | Celkově |
| celkem | celkem | 0     | 0       | 0     | 0       |
| ------ | ------ | ----- | ------- | ----- | ------- |